# هکتور بالداسی

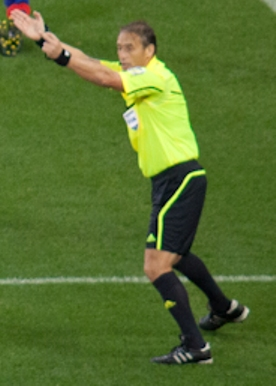
هکتور بالداسی

هکتور والتر بالداسی(به اسپانیایی: Héctor Baldassi) داور آرژانتینی متولد ۵ ژانویه ۱۹۶۶ او تاکنون رقابت‌های جام لیبرتادورس (به اسپانیایی: Copa Libertadores de América) ، المپیک ۲۰۰۸، جام جهانی زیر ۲۰ سال و جام جهانی ۲۰۱۰ را قضاوت کرده‌است.
او در جام جهانی بازی‌های :
- غنا با صربستان
- هلند با ژاپن
- اسپانیا با پرتغال را قضاوت کرده‌است.